# Mark Leno
Mark Leno (sinh ngày 24 tháng 9 năm 1951) là một chính khách người Mỹ từng phục vụ tại Thượng viện California cho đến tháng 11 năm 2016. Một đảng Dân chủ, ông đại diện cho quận 11 của Thượng viện, bao gồm San Francisco và một phần của Quận San Mateo. Trước khi tái phân bổ năm 2010, ông đại diện cho quận 3 của Thượng viện.
Thành viên của LGBT Caucus Lập pháp California, Leno là người đồng tính nam công khai đầu tiên được bầu vào Thượng viện. Trước đây, ông là một trong hai người đồng tính nam công khai đầu tiên (cùng với John Laird) phục vụ trong Quốc hội California.
Trước khi được bầu vào Thượng viện bang năm 2008, Leno đã phục vụ trong Quốc hội bang California, đại diện cho Quận hội 13. Trước khi còn ở cơ quan lập pháp, ông từng là thành viên của Hội đồng giám sát San Francisco từ năm 1998 đến 2002. Leno là chủ sở hữu của Ngân hàng Dấu hiệu Inc., một doanh nghiệp nhỏ và là ứng cử viên trong cuộc bầu cử đặc biệt của thị trưởng San Francisco, được tổ chức vào ngày 5 tháng 6 năm 2018.

## Tuổi thơ và giáo dục
Leno là cháu trai của những người nhập cư Do Thái Nga. Là người gốc Milwaukee, Wisconsin, ông học trường trung học Nicolet và sau đó là trường đại học Colorado tại Boulder. Ông là thủ khoa của lớp tốt nghiệp tại Đại học Mỹ ở Jerusalem, nơi ông có bằng Cử nhân Nghệ thuật. Leno cũng dành hai năm để nghiên cứu về bệnh dại tại Cao đẳng Liên minh Do Thái tại New York. Sau đó, ông chuyển đến San Francisco theo lời mời của chị gái. Ông sống bốn năm đầu tiên ở Tenderloin trước khi chuyển đến khu phố Noe Valley. 
Năm 1978, Leno bắt đầu Dấu hiệu ngân sách với tư cách là chủ sở hữu và nhà điều hành. Công việc kinh doanh được kết hợp vào năm 1982. Làm việc với bạn đời cuộc sống của mình, Douglas Jackson, công việc kinh doanh tiếp tục phát triển và sự tham gia của họ vào các vấn đề cộng đồng ngày càng mở rộng. Jackson chết vì biến chứng liên quan đến AIDS năm 1990. Trước bầu cử, nền tảng chính trị của ông bao gồm quyên góp tiền cho các ứng cử viên và các nguyên nhân như dịch vụ AIDS, Trung tâm Cộng đồng LGBT San Francisco, Bảo tàng Tưởng niệm Holocaust Hoa Kỳ và Đảng Dân chủ.